# Regne de Coliman
El Regne de Coliman (nàhuatl: Tlatocayotl Colimotl), segons els antics jeroglífics, es representava per mitjà d'un braç amb la seva mà, que simbolitza el domini exercit per la força i equivaldria a la terra conquistada pels alcolhues. Els primers assentaments a la regió daten del segle v aC. Quan els espanyols van arribar hi havia el regne de Colliman, habitat pels otomís, del qual es deriva el nom actual de la ciutat i l'estat de Colima. Els seus habitants tenien certa organització social i política, amb dirigents el càrrec de les quals era predominantment civil; dirigien les manifestacions religioses i participaven de l'autoritat militar que els transmetia el Rei Colliman.
L'Estat de Colima va ser llar de diverses cultures prehispàniques que es van desenvolupar a l'occident mexicà. Després de diversos intents de lluita, Hernán Cortés va enviar una tercera expedició, la qual va confiar a Gonzalo de Sandoval, derrotant els tecos. Després de la conquesta, el 25 de juliol de 1523, Gonzalo de Sandoval va fundar en Caxitlán la Vila de Colima o Santiago dels Cavallers, on va establir el primer ajuntament de l'occident de la Nova Espanya; però el 20 de gener de 1527, van determinar que la Vila fos traslladada al seu actual lloc. El 1524 s'inicia l'època colonial amb l'arribada de Francisco Cortés de San Buenaventura, fent créixer el territori. Va ser el 1533 quan Hernando de Grijalva va descobrir l'Arxipèlag de Revillagigedo. A finals de 1810 i durant la independència de Mèxic Colima va ser presa pels insurgents, però recuperada el 1811 pels realistes. Originalment un territori de la federació mexicana, el 1857 Colima es convertí en estat.